# Zair
Republica Zair (pronunție: [zaː.ɪr]; în franceză République du Zaïre) a fost numele actualei Republici Democrate Congo între 27 octombrie 1971 și 17 mai 1997. Numele Zair provine din denumirea portugheză Zaire, la rândul ei o adaptare a termenului nzere sau nzadi din limba kongo ce înseamnă "râul care înghite toate celelalte râuri" și este utilizat și în ziua de astăzi pentru a face referire la stat, deoarece este mult mai scurt decât denumirea oficială și pentru a evita confuzia cu statul învecinat Republica Congo.
Guvernul fostei colonii belgiene Congo, devenit stat independent în 1960 sub denumirea Republica Congo, a fost subminat de numeroase revolte până în 1965, cunoscute sub numele de Criza Congoleză când colonelul Mobutu, comandantul armatei naționale, a preluat puterea printr-o lovitură de stat, autodeclarându-se președinte pentru 5 ani. În urma consolidării puterii personale, acesta a fost reales în 1970.
Zairul avea o constituție puternic centralistă, iar activele străine erau naționalizate. Perioada este uneori denumită a Doua Republică Congoleză.
Sub conducerea lui Mobutu a fost lansată și o campanie mai largă numită Authenticité, care scăpa țara de influențele din epoca colonială a Congoului Belgian. Slăbit de încetarea sprijinului american după încheierea Războiului Rece, Mobutu a fost nevoit să declare o nouă republică în 1990 pentru a face față cererilor de schimbare. Până la prăbușirea sa, Zairul era caracterizat de nepotism amploare larg răspândită, corupție și management economic defectuos.
Zairul s-a prăbușit în anii 1990, pe fondul destabilizării părților de est ale țării ca urmare a genocidului din Rwanda și a violenței etnice în creștere. În 1996, Laurent-Désiré Kabila, șeful miliției Alianței Forțelor Democratice pentru Eliberarea Congo-ului (AFDL), a condus o rebeliune populară împotriva lui Mobutu. Cu forțele rebele obținând teren, Mobutu a fugit din țară, lăsând forțele lui Kabila la conducere, în timp ce în anul următor țării i s-a redat numele vechi, Republica Democratică Congo. Mobutu a murit în patru luni după ce a fugit în exil în Maroc.

## Istorie

### Mobutu
În 1965, ca și în 1960, împărțirea puterii în Congo-Léopoldville (fostă colonie belgiană) între Președinte și Parlament a dus la impas și a amenințat stabilitatea țării. Joseph-Désiré Mobutu a preluat din nou puterea.[9] Spre deosebire de prima dată, însă, Mobutu și-a asumat președinția, în loc să rămână în culise. Din 1965, Mobutu a dominat viața politică a țării, restructurând statul în mai multe rânduri și revendicând titlul de „Părinte al Neamului”.
Când, în conformitate cu politica de autenticitate de la începutul anilor 1970, zairienii au fost obligați să adopte nume „autentice”, Mobutu a renunțat la numele său Joseph-Désiré și și-a schimbat oficial numele în Mobutu Sese Seko Kuku Ngbendu Wa Za Banga sau, mai frecvent, Mobutu Sésé Seko, însemnând aproximativ „războinicul atotcuceritor, care merge din triumf în triumf”.
În justificarea retrospectivă a preluării puterii în 1965, Mobutu a rezumat mai târziu istoricul Primei Republici ca unul de „haos, dezordine, neglijență și incompetență”.  Respingerea moștenirii Primei Republici a mers cu mult dincolo de retorică.  În primii doi ani de existență, noul regim s-a îndreptat către sarcinile urgente de reconstrucție și consolidare politică[10]. Crearea unei noi baze de legitimitate pentru stat, sub forma unui singur partid, care a urmat prioritar ordinele a lui Mobutu.
Un al treilea imperativ a fost extinderea sferei de acoperire a statului în domeniul social și politic, proces care a început în 1970 și a culminat cu adoptarea unei noi constituții în 1974.  Până în 1976, totuși, acest efort începuse să-și genereze propriile contradicții interioare, deschizând astfel calea pentru învierea unui sistem de represiune și brutalitate Bula Matari („spărgătorul de stânci”).

### Schimbări constituționale
Până în 1967, Mobutu și-a consolidat conducerea și a impus țării o nouă constituție și un singur partid. Noua constituție a fost supusă referendumului popular în iunie 1967 și aprobată de 98% dintre cei care au votat. Acesta prevedea ca puterile executive să fie centralizate la președinte, care urma să fie șef de stat, șef de guvern, comandant șef al forțelor armate și al poliției și responsabil de politica externă.
Dar schimbarea cu cea mai de anvergură a fost crearea Mișcării Populare  Revoluționare (MPR) la 17 aprilie 1967, marcând apariția „națiunii organizate politic”. În loc ca instituțiile guvernamentale să fie emanația statului, statul a fost definit ca emanația partidului. Astfel, în octombrie 1967 responsabilitățile de partid și cele administrative au fost comasate într-un singur cadru, extinzându-se astfel automat rolul partidului la toate organele administrative de la nivel central și provincial, precum și la sindicatele, mișcările de tineret și organizațiile studențești.
La trei ani după ce a schimbat numele țării în Zair, Mobutu a promulgat o nouă constituție care i-a consolidat stăpânirea asupra țării. La fiecare cinci ani (șapte ani după 1978), MPR alegea un președinte care era, concomitent, nominalizat ca unic candidat la președintele republicii; care era confirmat în funcție prin referendum. În acest sistem, Mobutu a fost reales în 1977 și 1984 cu marje incredibil de mari, pretinzând vot unanim sau aproape unanim „da”. MPR a fost definit drept „unică instituție” a țării, iar președintele său a fost învestit cu „exercițiu de putere deplin”. La fiecare cinci ani, o singură listă de candidați ai MPR era returnată Adunării Naționale, cifrele oficiale arătând un sprijin aproape unanim. Toți cetățenii Zairului au devenit automat membri ai MPR la naștere. În toate scopurile, acest lucru i-a dat președintelui MPR — Mobutu — control politic complet asupra țării.